# Amerikansk kultur
USA's kultur begyndte som de første engelske immigranters kultur. Kulturen udviklede sig hurtigt til en uafhængig koloniseringskultur, som blev suppleret af de indfødtes og den spansk-mexicanske cowboykultur og de kulturer som kom til landet med de mange immigranter, først fra Europa og Afrika og senere fra Asien. Overordnet set er den amerikanske kultur kraftigt påvirket af flere europæiske, specielt de tyske, engelske og irske kulturer og senere af italienske, græske og ashkenaziske kulturer. Efterkommere af de vestafrikanske slaver bevarede nogle kulturelle traditioner fra Vestafrika i det tidlige USA. Geografiske navne afspejler tydeligt hvordan USA's historie er sammensat af engelske, hollandske, franske, spanske og indianske dele.
Der er to dominerende sociologiske modeller vedrørende den kulturelle tilpasning. Den traditionelle model med "den store smeltedigel" beskriver en form for homogenisering. Immigranter fra andre kulturer bringer unikke kulturelle aspekter med sig, som optages i den større amerikanske kultur, men derefter begynder immigrantbefolkningen gradvist at slutte sig til den forenede kultur, og skaber dermed en bestemt "blanding". En nyere model omhandler salatskålen, hvori immigrantkulturer bibeholder nogle af deres unikke særpræg. I stedet for at smelte sammen med en forenet amerikansk kultur, blander de sig og skaber en heterogen blanding meget lig en salat som sammensættes af forskellige grøntsager. Der er for tiden meget politisk debat omkring den kulturelle assimilations fordele kontra pluralismens.
En vigtig del af amerikansk kultur er den amerikanske drøm: troen på at en person ved hjælp af hårdt arbejde, mod og selvbestemmelse kan få et bedre liv, uanset hvilken social klasse han/hun kommer fra.

## Køkken
Det amerikansk køkken bruger nationale ingredienser som kalkun, kartofler, majs og squash, som er blevet uadskillelige dele af den amerikanske kultur. Kendte symboler som æblepie, pizza og hamburger er ofte hentet fra, eller er, europæiske retter. Burrito og taco stammer fra Mexico. Soul food, som oprindeligt blev spist af de afrikanske slaver, er også en populær spise i USA.
USA er i dag den nation i verden med flest bryggerier ca 2.000. Sådan har det ikke altid været. Efter forbudstiden og en koncentration med opkøb og fusioner, var der omkring 1970 under 50 bryggerier tilbage. Flere af disse hørte til gengæld til de største i verden. De producerede stort selv alle sammen lettere lyse øl af lager og pilsner typen. Stille og roligt fremkom en masse mindre bryggerier, hvoraf flere er vokset betydeligt, f.eks. Boston Beer Company og Brooklyn Brewery. De nye mindre bryggerier fremstiller primært europæisk inspirede øltyper, tilpasset det Amerikanske marked. Det største bryggeri i USA i dag er Anheuser Bush i St. Louis, som er fusioneret med det Belgiske Imbev.

## Kunst
I det 18. og tidlige 19. århundrede hentede amerikansk kunst det meste af sin inspiration fra Europa. Både malerier, skulpturer og litteratur så på Europa som et forbillede. Ved slutningen på den amerikanske borgerkrig begyndte der at komme en mere hjemlig klang i amerikansk litteratur. Mark Twain, Emily Dickinson og Walt Whitman skrev alle om det amerikanske. Den visuelle kunst var langsommere om at finde sin egen særlige amerikanske stil. Armory Show i New York i 1913, en udstilling som fremviste europæiske modernistiske kunstneres værker i USA, både chokerede offentligheden og påvirkede amerikansk kunst gennem resten af det 20. århundrede. Udstillingen havde den dobbelte effekt at den viste de amerikanske kunstnere at kunst handlede om at udtrykke sig, ikke kun æstetik eller realisme, og på samme tid viste den at Europa havde forladt sin konservative model med at vurdere kunstnere efter et strengt akademisk hierarki. Dette ansporede de amerikanske kunstnere til at finde en personlig stemme, og en modernistisk bevægelse dukkede op i USA. Alfred Stieglitz (1864–1946), fotograf, Charles Demuth (1883–1935) og Marsden Hartley (1877–1943), begge kunstmalere, medvirkede til at etablere et amerikansk synspunkt i "les beaux-arts". Museum of Modern Art i New York, grundlagt i 1929, blev en demonstration af amerikansk og international samtidig kunst. Efter slutningen på 2. verdenskrig skete der en drejning hvor New York de facto overtog titlen som verdens kunstcentrum fra Paris.

## Musik
Musikken afspejler også landets forskellige kulturelle rødder gennem et bredt udvalg af stilarter. Rock, pop, soul, hiphop, country, blues og jazz er blandt landets internationalt kendte genrer. Siden slutningen af det 19. århundrede, er populærmusik fra USA i stigende grad blevet verdenskendt, til det punkt hvor nogle former for amerikansk popmusik i dag kan høres næsten overalt.

## Sport
Sport, og holdsport især, er en national fritidsinteresse. Amerikansk fodbold, baseball og basketball er meget populære på high school-niveauet. Professionel sport i USA er hård forretning og omfatter flertallet af verdens bedst betalte udøvere. De fire store sportsgrene er baseball, amerikansk fodbold, ishockey og basketball. Baseball anses for at være fritidsinteressen; men siden begyndelsen af 1990'erne er amerikansk fodbold faktisk blevet den mest populære sportsgren i USA. Ishockey har også tabt popularitet for nylig.
Andre sportsgrene som motorsport, lacrosse, fodbold, golf og tennis har manges interesse. USA er blandt de mest indflydelsesrige lande, når det gælder de ny brætsportsgrene: surfboard, skateboard og snowboard. Otte Olympiske Lege har fundet sted i USA. USA har vundet tredieflest medaljer ved vinter-OL med 218 (78 guld, 81 sølv og 59 bronze), og flest ved sommer-OL med 2.321 (943 guld, 736 sølv og 642 bronze).